# Bob Doris

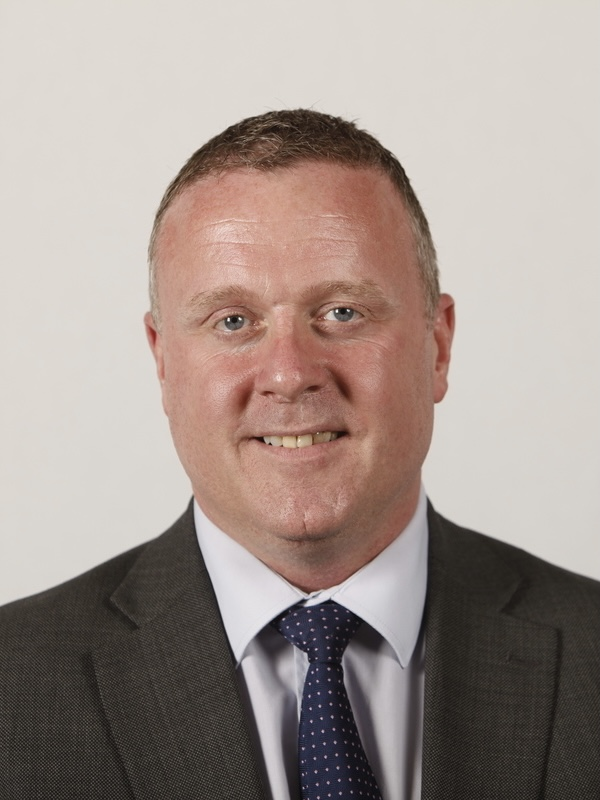
Bob Doris

Bob Doris (* 11. Mai 1973 in der Region Vale of Leven) ist ein schottischer Politiker und Mitglied der Scottish National Party (SNP).

## Leben
Doris besuchte die Universität Glasgow, die er mit einem Masterabschluss in Sozialwissenschaften verließ. Anschließend erwarb er eine Lehrbefugnis und war ab 1995 als Geschichtslehrer tätig.

## Politischer Werdegang
Bei den schottischen Parlamentswahlen 2007 kandidierte Doris für den Wahlkreis Glasgow Maryhill, konnte sich jedoch nicht gegen die Labour-Kandidatin Patricia Ferguson durchsetzen. Da Doris auch auf der Wahlliste der SNP für die Wahlregion Glasgow auf den vorderen Rängen aufgestellt war, zog er infolge des Wahlergebnisses als einer von vier SNP-Politikern als Vertreter der Wahlregion in das Parlament ein. Im Zuge der Wahlkreisreform wurde der Wahlkreis Glasgow Maryhill 2011 aufgelöst und weitgehend durch den erweiterten Wahlkreis Glasgow Maryhill and Springburn ersetzt. Für diesen kandidierte Doris bei den Parlamentswahlen 2011, unterlag jedoch abermals Ferguson. Zusammen mit Humza Yousaf zog er als einer von zwei SNP-Kandidaten aber wiederum für die Wahlregion Glasgow in das Parlament ein. Mit Stimmgewinnen errang Doris bei den Parlamentswahlen 2016 das Direktmandat für Glasgow Maryhill and Springburn.